# Albi di Tex (1958)
Albi pubblicati del fumetto Tex nel 1958. Contengono racconti già usciti nel formato striscia della cosiddetta prima serie a partire dal 30 settembre 1948 all'aprile del 1949.
I due albi dati alle stampe in quest'anno avevano 162 pagine ognuno. Trattando ogni albo di più storie, si è ritenuto opportuno suddividere la trama di ciascun albo nelle singole avventure che lo compongono.
| Nr. | Titolo           | Mese di pubblicazione | Soggetto               | Sceneggiatura          | Disegni |
| --- | ---------------- | --------------------- | ---------------------- | ---------------------- | ------- |
| 1   | La Mano Rossa    | ottobre               | Giovanni Luigi Bonelli | Giovanni Luigi Bonelli | Galep   |
| 2   | Uno contro venti | dicembre              | Giovanni Luigi Bonelli | Giovanni Luigi Bonelli | Galep   |

## Trame

### La mano rossa
Tex Willer ingiustamente ricercato dalla legge sconfigge la banda criminale di John Coffin e risolve l'enigma del totem misterioso. Poi sgomina anche la banda della Mano Rossa e aiuta il ranger Jeff contro El Diablo, un ricco messicano che ha armato un esercito personale, guadagnandosi la stima di Kit Carson e del capo dei Texas Ranger nei quali viene arruolato. Per la sua prima missione deve contrastare un rapitore di fanciulle.
Capitoli:
- "Il totem misterioso": da pag. 3 a pag. 34
- "La Mano Rossa":da pag. 35 a pag. 162

### Uno contro venti
Tex ripulisce Silver City dalla banda di Bud Lowett che imperversa in città ma nel frattempo Kit Carson cade nelle mani del trafficante Kid Billy. Tex lo salva e arrivato a Santa Fe si vede coinvolto in una vicenda che ha come protagonista Don Felipe Fuentes il quale cerca di far credere agli indiani Blancos di essere il condottiero di cui parlano le loro profezie per mettere le mani su un tesoro nascosto.
Capitoli:
- Si conclude l'avventura precedente da pag. 3 a pag. 45
- "La banda di Kid Billy": da pag. 45 a pag. 88
- "Il mistero dell'idolo d'oro": da pag. 88 a pag. 162